# Poor Touring Me Tour
Poor Touring Me Tour fue una gira del grupo estadounidense de Thrash metal Metallica que comenzó en junio de 1996 y acabó en mayo de 1997, el nombre de la gira proviene de la canción Poor Twisted Me.
Esta gira fue notable ya que la banda tuvo una participación en el festival Lollapalooza, los conciertos de Fort Worth se grabaron para el DVD Cunning Stunts.

## Temas Habituales 1
(Tomado del Irvine Meadows Amphitheatre el 3 de agosto de 1996)
1. "So What?" (Originalmente de Anti Nowhere League)
2. "Creeping Death"
3. "Sad But True"
4. "Ain't My Bitch"
5. "Whiplash"
6. "Fade To Black"
7. "King Nothing"
8. "One"
9. "Until It Sleeps"
10. "For Whom The Bell Tolls"
11. "Wherever I May Roam"
12. "Nothing Else Matters"
13. "Enter Sandman"
14. "Last Caress" (originalmente de Misfits)
15. "Master of Puppets"
16. "Overkill" (originalmente de Motörhead)

Notas:
- "Overkill" fue tocada junto con Lemmy Kilmister el 4 de agosto de 1996.
- "Motorbreath" fue tocada en 5 conciertos después de la canción Overkill.

## Temas Habituales 2
(Tomado del Irvine Meadows Amphitheatre el 2 de enero de 1997)
1. "So What?" (Originalmente de Anti Nowhere League)
2. "Creeping Death"
3. "Sad But True"
4. "Ain't My Bitch"
5. "Whiplash"
6. "King Nothing"
7. "One"
8. "Wasting My Hate"
9. Bass/Guitar Doodle
10. "Nothing Else Matters"
11. "Until It Sleeps"
12. "For Whom The Bell Tolls"
13. "Wherever I May Roam"
14. "Fade To Black
15. "Seek and Destroy"
16. "Last Caress" (originalmente de Misfits)
17. "Master of Puppets"
18. "Enter Sandman"
19. "Am I Evil?" (originalmente de Diamond Head)
20. "Motorbreath"

Notas:
- "2x4" se tocó solo una vez el 9 de septiembre de 1996.
- "The Shortest Straw" fue tocada en algunos conciertos de 1996 y 1997 siendo una de las 2 canciones del disco ...And Justice for All que se tocaron en esta gira.
- "Breadfan" se tocó en varios conciertos de 1996 y 1997.
- "Hero of the Day" se tocó 3 veces en el concierto del 23 de septiembre de 1996, esto fue para el programa británico Top of The Pops.
- "Bleeding Me" se tocó en gran parte de los conciertos de 1996.
- En algunos conciertos de 1996 y 1997 el concierto empezó con "Last Caress".
- "Devil's Dance" se tocó en algunos conciertos de 1996, siendo una de las 2 canciones del disco siguiente que se tocaron en esta gira.

## Temas Habituales 3
(Tomado del Fort Worth, Texas Tarrant County Convention Center el 9 de mayo de 1997)
1. "So What?" (Originalmente de Anti Nowhere League)
2. "Creeping Death"
3. "Sad But True"
4. "Ain't My Bitch"
5. "Hero of the Day"
6. "King Nothing"
7. "One"
8. "Fuel"
9. Bass/Guitar Doodle
10. "Nothing Else Matters"
11. "Until It Sleeps"
12. "For Whom The Bell Tolls"
13. "Wherever I May Roam"
14. "Fade To Black
15. "Kill/Ride Medley"
  1. "Ride the Lightning"
  2. "No Remorse"
  3. "Hit the Lights"
  4. "The Four Horsemen"
  5. "Seek And Destroy"
  6. "Fight Fire With Fire"
16. "Last Caress" (originalmente de Misfits)
17. "Master of Puppets"
18. "Enter Sandman"
19. "Am I Evil?" (originalmente de Diamond Head)
20. "Motorbreath"

Notas:
- "Fuel" se tocó en varios conciertos de 1997.
- "Kill/Ride Medley" se toco en varios conciertos de 1996 y 1997 en reemplazo a Seek And Destroy.
- "Battery" se tocó en varios conciertos de 1997 siendo una de las 2 canciones del disco Master of Puppets que se tocaron en esta gira.
- "Hero of the Day" se tocó para reemplazar a Whiplash.

- Datos: Q97127387